# تاکایوکی چانو
تاکایوکی چانو (به انگلیسی: Takayuki Chano) بازیکن فوتبال اهل ژاپن و عضو تیم ملی فوتبال ژاپن است که در تاریخ ۲۵ آوریل ۲۰۰۴ میلادی اولین بازی ملی‌اش را انجام داد. او در ۷ بازی ملی حضور داشت و آخرین بازی ملی خود را در تاریخ ۷ اوت ۲۰۰۵ میلادی انجام داد. تاکایوکی چانو در بازی‌های ملی‌اش
گلی به ثمر نرساند.